# Hypoménorrhée

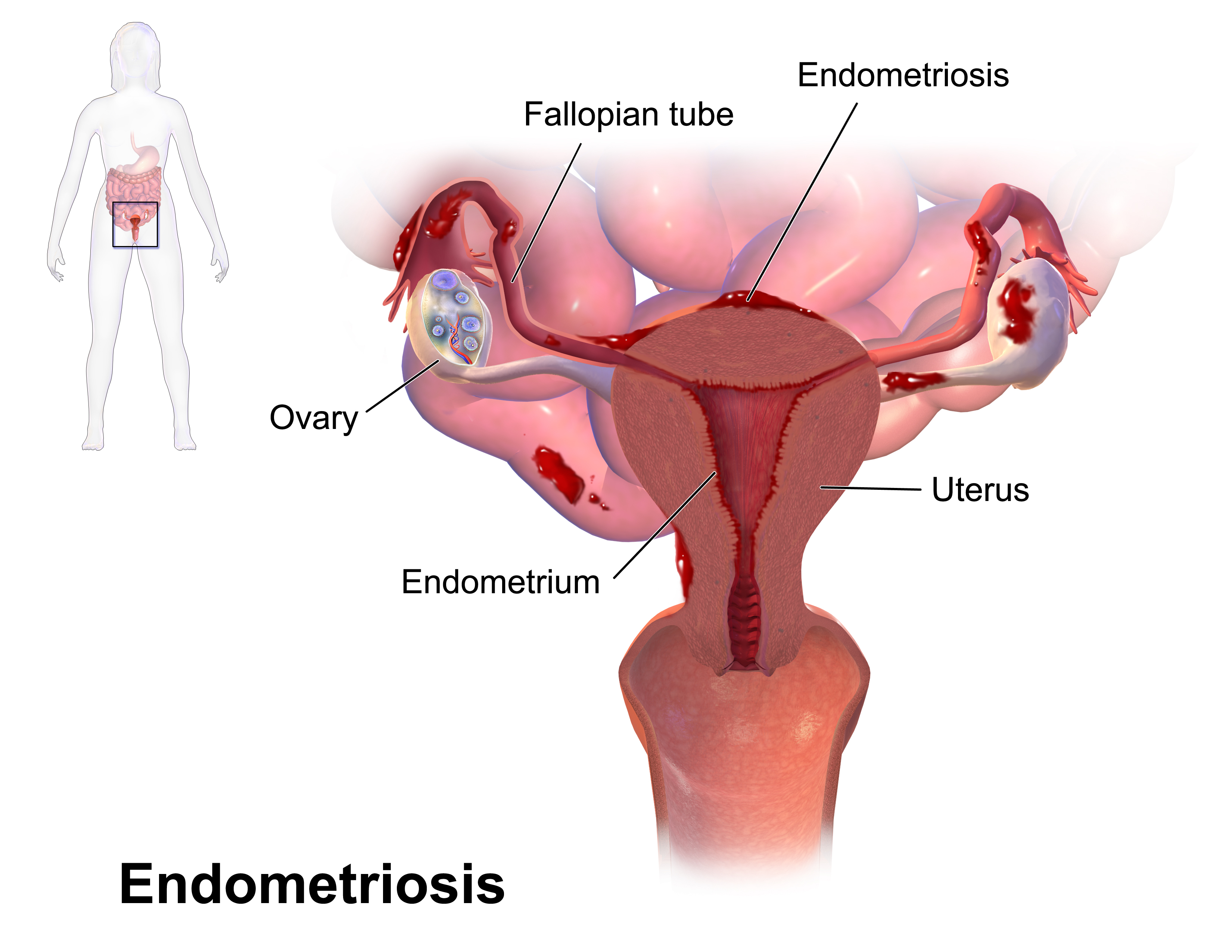
Position et forme de la muqueuse utérine (Endometrium) dans l'utérus.

L'hypoménorrhée désigne un écoulement menstruel très faible s'effectuant sur une courte période,. 
Ce phénomène peut mener à l'aménorrhée (absence de menstruations), c'est l'opposé de la ménorragie. L'hypoménorrhée ne représente pas nécessairement une pathologie.
L'hypoménorrhée peut être de source génétique et serait liée à une particularité de la muqueuse utérine. Elle peut également être un effet secondaire de différentes méthodes de contraception hormonale. Ainsi, la faible quantité d'estrogène contenue dans la plupart des contraceptifs hormonaux réduit la croissance de la muqueuse utérine, ce qui fait en sorte de réduire le flux menstruel lors de l'évacuation de cette dernière.